# Comité Olímpico Angolano
Das Comité Olímpico Angolano (COA) ist das Nationale Olympische Komitee von Angola. Es residiert im Complexo da Cidadela Desportiva, einem Sportkomplex in der Rua Senado da Câmara, in der Hauptstadt Luanda.
Das COA ist u. a. Mitglied im Verband der afrikanischen NOK, der ANOCA, und dem Verband der portugiesischsprachigen NOKs, der ACOLOP.

## Geschichte
Angola war Teil des portugiesischen Kolonialreichs, bis es 1975 unabhängig wurde. Am 17. Februar 1979 wurde das COA gegründet. Im Oktober des Jahres erfolgte zunächst die provisorische, 1980 dann die offizielle Anerkennung durch das Internationale Olympische Komitee (IOC).
Erstmals organisierte das COA eine olympische Teilnahme Angolas zu den Sommerspielen 1980 in Moskau, die von den USA und einer Reihe westlicher Staaten boykottiert wurden. Nachdem Angola, wie die meisten sozialistischen Volksrepubliken, die Olympischen Spiele 1984 in Los Angeles boykottierte, nahm das Land an allen folgenden Sommerspielen teil. Dort strebt das COA weiter seinen ersten Medaillengewinn an. Zu den Winterspielen entsendete das Land bisher keine Athleten (Stand jeweils 2014).
Das COA gehörte 2004 zu den Gründungsmitgliedern des ACOLOP, der „Vereinigung der Portugiesischsprachigen Olympischen Komitees“. Seither nahm das Land an allen Jogos da Lusofonia teil, den von der ACOLOP veranstalteten Spielen der Gemeinschaft der Portugiesischsprachigen Länder. Bei den ersten Spielen 2006 im inzwischen wieder chinesischen Macau gewann Angola drei Silber- und zwei Bronze-Medaillen. Bei den Spielen 2009 in Lissabon gelang dem Land der Gewinn von vier goldenen, einer silbernen und neun bronzenen Medaillen. Erfolgreich war das Land auch bei den Spielen 2014 in Goa, wo es fünfmal Gold, achtmal Silber und 14-mal Bronze errang.

## Mitglieder
- Federação Angolana de Andebol (Handballverband)
- Federação Angolana de Basquetebol (Basketballverband)
- Federação Angolana de Futebol (Fußballverband)
- Federação Angolana de Natação (Schwimmverband)
- Federação Angolana de Patinagem (Rollhockeyverband)
- Federação Angolana de Taekwondo (Taekwondoverband)
- Federação Angolana de Voleibol (Volleyballverband)

Assoziierte Mitglieder
- Federação Angolana de Atletismo (Leichtathletikverband)
- Federação Angolana de Boxe (Boxverband)
- Federação Angolana de Ciclismo (Radsportverband)
- Federação Angolana de Desportos Náuticos (Wassersportverband)
- Federação Angolana de Ginástica (Gymnastikverband)
- Federação Angolana de Judo (Judoverband)
- Federação Angolana de Lutas (Ringerverband)
- Federação Angolana de Ténis (Tennisverband)
- Federação Angolana de Ténis de Mesa (Tischtennisverband)
- Federação Angolana de Tiro (Schießsportverband)

Daneben sind eine Reihe weiterer Verbände durch Repräsentanten oder durch Einzelmitglieder vertreten, etwa der Motorsportverband Federação Angolana de Desportos Motorizados (FADMOTORIZADO) oder Vertreter des Behindertensports.

## Präsidenten
- 1979–1980: Augusto Lopes Teixeira
- 1980–1993: Augusto Germano de Araújo
- 1993–2004: Rogério Torres Cerveira Nunes da Silva
- seit 2005: Gustavo Dias Vaz da Conceição[1]